# プロ野球スピリッツ2010
『プロ野球スピリッツ2010』（プロやきゅうスピリッツにせんじゅう）は、パワプロプロダクションが開発、コナミデジタルエンタテインメントから2010年4月1日に発売されたPlayStation 2、PlayStation 3、PlayStation Portable用ゲームソフト。略称は、プロスピ2010。

## 概要
今回は今までのPS2、PS3のダブルプラットフォームからさらにPSPが新たに加えられ、トリプルプラットフォームでの発売になる。前作は夏場の発売だったが、今作は例年通り春先の発売であり、4月1日の発売は2年ぶり3度目となる。そのため、初期データは開幕時のデータではなく開幕予想データとなっている。なお、次回作の『プロ野球スピリッツ2011』ではPS2に代わってニンテンドー3DSでの発売になったため、プロ野球スピリッツシリーズ初代（またはプロスピ以前のTHE BASEBALL バトルボールパーク宣言時代）から出ているPS2版は今作で終了することになった。
タイトルに年号が付くのはシリーズ第1作の『プロ野球スピリッツ2004』（もしくは『プロ野球スピリッツ2004クライマックス』）以来6年振りになる。また、タイトルロゴが変更され、「魂」の文字が追加された。これらは本作以降の作品にも継承されている。なお、タイトルの右下に野球ボールの絵が7つ並んでいるのは、シリーズ7作目であることを示唆している。
PS3版は前作に引き続きPlayStation Network対応となっており、オンラインを通じて全国対戦やアップデートが実行できる。PSP版にもアップデート機能はあるが、次回作の発売までこの機能が使われることはなかった。

### 細かな変更点
公式サイトでは特に語られていないが、以下の変更点がある。
- 対戦モードでのハンデ（選手の調子）を削除[注 3]。
- ピッチャーの投球動作中、足元の土が舞う表現を追加。
- ある程度勢いのついているボールに残像がつく。
- 実在選手の「二つ名システム」、トレーニングモードの投球練習でのキャッチャーの声の削除。

これはゲームハードごとに違いがあり、足元の土が舞う表現はPS3版のみで、トレーニングモード内投球練習でのキャッチャーの音声削除はPS2版では行われていない(PS2版の前作『6』と比べるとほぼ違いはない)。
固有フォームについて追加や変更が施されており、前作『プロ野球スピリッツ6』で変更されたフォームについても、今作で再変更されているものもある。

## 実況・解説
- 実況：山口富士夫
- 打者解説：田尾安志、達川光男
- 投手解説：黒木知宏
- ベンチレポート：谷山香、高野勝正

前作と同じメンバーである。

## 収録選手
『5完全版』、『6』に続いてNPB所属12球団の支配下登録全選手（育成枠で契約している選手を除く）が収録されているが、2010年2月上旬時点の支配下選手登録を反映しているため、2010年度の以下の選手の移籍・入団・退団は初期データでは反映されていない。
トレードで移籍した選手（トレード成立順）
第1回アップデートで反映されたトレード
- 赤田将吾（埼玉西武ライオンズ）⇔阿部真宏（オリックス・バファローズ）
- 石井裕也（横浜ベイスターズ）⇔江尻慎太郎（北海道日本ハムファイターズ）
- 川崎雄介（千葉ロッテマリーンズ→阪神タイガース）※金銭トレード

第2回アップデートで反映されたトレード
- 吉川輝昭（横浜ベイスターズ）⇔井手正太郎（福岡ソフトバンクホークス）
- 金澤健人（オリックス・バファローズ）⇔荒金久雄、金子圭輔（福岡ソフトバンクホークス）
- 佐藤賢治（千葉ロッテマリーンズ→北海道日本ハムファイターズ）※無償トレード
- 吉見祐治（横浜ベイスターズ→千葉ロッテマリーンズ）※金銭トレード
- 迎祐一郎（オリックス・バファローズ）⇔長谷川昌幸、喜田剛（広島東洋カープ）

第3回アップデートで反映されたトレード
- 鎌田祐哉（東京ヤクルトスワローズ）⇔渡辺恒樹（東北楽天ゴールデンイーグルス）
- 米野智人（東京ヤクルトスワローズ）⇔山岸穣（埼玉西武ライオンズ）
- 清水将海（中日ドラゴンズ）⇔三瀬幸司（福岡ソフトバンクホークス）
- 栂野雅史（読売ジャイアンツ）⇔朝井秀樹（東北楽天ゴールデンイーグルス）

育成選手登録だった選手（未収録）
- 山田大樹（福岡ソフトバンクホークス）
- 星野真澄（読売ジャイアンツ）
- 田上健一（阪神タイガース）
- 矢地健人（中日ドラゴンズ）
- ディオーニ・ソリアーノ（広島東洋カープ）
- 黄志龍（読売ジャイアンツ）
- レビ・ロメロ（読売ジャイアンツ）
- 森田一成（阪神タイガース）
- 山室公志郎（千葉ロッテマリーンズ）
- 林羿豪（読売ジャイアンツ）

新入団選手（未収録）
- ジョン・ベイル（広島東洋カープ）
- フレディ・バイナム（オリックス・バファローズ）
- エリック・スタルツ（広島東洋カープ）
- ジェイソン・スタンリッジ（阪神タイガース）
- 大家友和（横浜ベイスターズ）
- ロベルト・ペタジーニ（福岡ソフトバンクホークス）
- ランディ・ルイーズ（東北楽天ゴールデンイーグルス）
- フェルナンド・セギノール（オリックス・バファローズ）
- ジョシュ・ホワイトセル（東京ヤクルトスワローズ）
- ブレット・ハーパー（横浜ベイスターズ）
- JDダービン（福岡ソフトバンクホークス）
- ホセ・フェルナンデス（埼玉西武ライオンズ）
- フランシスコ・カラバイヨ（オリックス・バファローズ）
- ヘイデン・ペン（千葉ロッテマリーンズ）
- ヴィニー・チューク（広島東洋カープ）
- 藪恵壹（東北楽天ゴールデンイーグルス）

登録名の異なる選手
- ジャンカルロ・アルバラード（広島東洋カープ、アルバラード→ジオ
- ジェフ・フィオレンティーノ（広島東洋カープ、フィオレンティーノ→フィオ）
- 寺原早人（横浜ベイスターズ、寺原隼人→寺原早人）
- 小林宏之（千葉ロッテマリーンズ、小林宏之→小林宏）
- 薮田安彦（千葉ロッテマリーンズ、藪田安彦→薮田安彦）
- 渡辺恒樹（東北楽天ゴールデンイーグルス→東京ヤクルトスワローズ、渡邉恒樹→渡辺恒樹）

シーズン途中で引退した選手
- 長田昌浩（オリックス・バファローズ）

## アップデート
今作もPS3版はオンラインを通じて選手のアップデートが可能で、4月26日（第1回）、6月28日（第2回）、8月25日（第3回）と大体2ヶ月おきにアップデートデータが配信された。古いアップデートデータは新データ配信をもって終了となる。

### アップデートによる不具合
2010年4月26日に行われた第1回選手データアップデート（PS3のみ）により、下記条件にて一瞬画面が停止する不具合が発生している。これらはアップデートファイルをHDDからロードする際に起こる現象であり、アップデートを行っていない場合は発生しない。
- ホームランがスタンドに入る直前（打った瞬間に発生した事例もあり）
- 3アウトチェンジになる直前

コナミお客様相談室で同不具合を「ゲームプレイには支障のない仕様」と公式に案内しており、8月25日から開始される最終（第3回）アップデートでの修正の予定は無い。

## その他
試合中の実況で、イニング間に挿入される他球場の途中経過を伝える際のアナウンサーの音声が前作（或いは前々作）から更新がなされておらず、未だに「広島市民球場」というナレーションが入る。